# Isomyia distinguenda
Isomyia distinguenda är en tvåvingeart som först beskrevs av Villeneuve 1917.  Isomyia distinguenda ingår i släktet Isomyia och familjen Rhiniidae. Inga underarter finns listade i Catalogue of Life.